# 雷菲尤奇群島
68°21′S 67°10′W / 68.350°S 67.167°W
雷菲尤奇群島（英語：Refuge Islands），是南極洲的群島，位於葛拉漢地西岸的法利埃海岸，由英國探險隊發現和命名，該群島現時由南極條約體系管理。